# Cipriano Campomenoso
Cipriano Campomenoso (Genua, ca. 1535  – Antwerpen, 23 mei 1622) was een Italiaanse koopman.

## Biografie[1]
Cipriano Campomenoso was een rijke koopman uit Genua. Op jonge leeftijd verhuisde hij naar Antwerpen in Vlaanderen, waar hij een handelscompagnie oprichtte en van waar hij bijzonder actief was op de Europese financiële en monetaire markt. De compagnie kende aanzienlijk succes en de grote winsten werden geïnvesteerd in de aankoop van de Heerlijkheid van Heysselaer en vele andere onroerende goederen in Antwerpen en de omliggende regio.
Op 9 september 1615 werd hij verheven tot de rang van heer dankzij de adelbrief toegekend door keizer Matthias van Habsburg in Praag. De handelscompagnie werd na zijn dood geërfd door de oudste zoon Bartolomeo Campomenoso.

## Verwijzingen
1. ↑   Maggiore Luca, De Italiaanse kolonie te Antwerpen (1598-1648), Leuven, KUL. Faculteit letteren. Departement geschiedenis. Geschiedenis van de Nieuwe Tijd. Licentiaatsverhandeling, 1998.